# Symphysanodontidae
I Symphysanodontidae sono una famiglia di pesci ossei marini appartenente all'ordine Perciformes. Comprende il solo genere Symphysanodon.

## Distribuzione e habitat
Gli appartenenti alla famiglia sono diffusi nelle aree tropicali dell'Indo-Pacifico e dell'Oceano Atlantico occidentale.
Popolano fondali rocciosi a qualche centinaio di metri di profondità, nel piano circalitorale e nel piano batiale.

## Descrizione
Questi pesci hanno un aspetto abbastanza anonimo, con corpo snello e compresso lateralmente con muso arrotondato e occhi grandi. La pinna caudale è profondamente incisa.
I colori sono vivaci, rosso, porpora e giallo.
La taglia massima è attorno ai 20 cm.

## Biologia
Poco nota.

## Specie
- Genere Symphysanodon
  - Symphysanodon andersoni
  - Symphysanodon berryi
  - Symphysanodon disii
  - Symphysanodon katayamai
  - Symphysanodon maunaloae
  - Symphysanodon mona
  - Symphysanodon octoactinus
  - Symphysanodon parini
  - Symphysanodon pitondelafournaisei
  - Symphysanodon rhax
  - Symphysanodon typus
  - Symphysanodon xanthopterygion[3]